# العلاقات الكاميرونية اللاوسية
العلاقات الكاميرونية اللاوسية هي العلاقات الثنائية التي تجمع بين الكاميرون ولاوس.

## مقارنة بين البلدين
هذه مقارنة عامة ومرجعية للدولتين:
| وجه المقارنة                                              | الكاميرون                      | لاوس        |
| --------------------------------------------------------- | ------------------------------ | ----------- |
| المساحة (كم2)                                             | 475.44 ألف                     | 236.80 ألف  |
| عدد السكان (نسمة)                                         | 24.05 مليون                    | 6.86 مليون  |
| الكثافة السكانية (ن./كم²)                                 | 50.58                          | 28.97       |
| العاصمة                                                   | ياوندي                         | فيينتيان    |
| اللغة الرسمية                                             | لغة فرنسية، لغة إنجليزية       | اللغة اللاو |
| العملة                                                    | فرنك وسط أفريقي                | كيب لاوي    |
| الناتج المحلي الإجمالي (بليون دولار)                      | 34.80 مليار                    | 16.85 مليار |
| الناتج المحلي الإجمالي (تعادل القوة الشرائية) بليون دولار | 72.72 مليار                    | 38.71 مليار |
| الناتج المحلي الإجمالي الاسمي للفرد دولار أمريكي          | 1.22 ألف                       | 1.82 ألف    |
| الناتج المحلي الإجمالي للفرد دولار أمريكي                 | 2.97 ألف                       |             |
| مؤشر التنمية البشرية                                      | 0.512                          | 0.575       |
| رمز المكالمات الدولي                                      | +237                           | +856        |
| رمز الإنترنت                                              | .cm                            | .la         |
| المنطقة الزمنية                                           | توقيت غرب أفريقيا، ت ع م+01:00 | ت ع م+07:00 |

## منظمات دولية مشتركة
يشترك البلدان في عضوية مجموعة من المنظمات الدولية، منها:
| علم المنظمة | اسم المنظمة                        | تاريخ انضمام الكاميرون | تاريخ انضمام لاوس |
| ----------- | ---------------------------------- | ---------------------- | ----------------- |
|             | مؤسسة التنمية الدولية              | 10 أبريل 1964          | 28 أكتوبر 1963    |
|             | يونسكو                             | 11 نوفمبر 1960         | 9 يوليو 1951      |
|             | وكالة ضمان الاستثمار متعدد الأطراف | 7 أكتوبر 1988          | 5 أبريل 2000      |
|             | الأمم المتحدة                      | 20 سبتمبر 1960         | 14 ديسمبر 1955    |
|             | البنك الدولي للإنشاء والتعمير      | 10 يوليو 1963          | 5 يوليو 1961      |
|             | منظمة حظر الأسلحة الكيميائية       | ?                      | ?                 |
|             | مؤسسة التمويل الدولية              | 1 أكتوبر 1974          | 29 يناير 1992     |
|             | منظمة الشرطة الجنائية الدولية      | ?                      | ?                 |

## وصلات خارجية
- موقع وزارة الخارجية الكاميرونية
- موقع وزارة الخارجية اللاوسية